# El caballo del pueblo
El caballo del pueblo é um tango de 1935 composto por Manuel Romero e música de Alberto Seifer. Foi cantado no filme homônimo (El caballo del pueblo, Lumiton, 1935) por Juan Carlos Thorry.

## Contexto histórico
À época Hipólito Yrigoyen chegava à Presidencia da República Argentina com grande apoio da classe média, derrotando as oligarquias tradicionais e criando um clima de euforia. Os aficcionados que frequentavam a tribuna popular do Hipódromo de Palermo simbolicamente expropriaram o excepcional cavalo Botafogo de seu dono, oriundo da classe que perdera as eleições, chamando-o El caballo del pueblo (O cavalo do povo).
Botafogo cumpriu uma campanha vitoriosa com exceção do Gran Premio Carlos Pellegrini de 1918, quando foi inexplicavelmente derrotado por Grey Fox, tendo o povo imposto a seu proprietário a solicitação de uma revanche (desquite) contra o cavalo que o derrotou.

## Letra do Tango El caballo del pueblo  (1935)
- I

1. Solo creo ya en tu amor, mi parejero,
2. Mi noble pingo alazán tostao,
3. vos tan solo para mi fuiste sincero
4. y mi cariño nos hay traicionao.
5. Vos me has hecho estremecer
6. de orgullo e de placer.
7. !Tus tardes de triunfador!...
8. Pero hoy solo busco en vos al compañero
9. y al confidente de mi dolor.

- II

1. Si en el codo peligroso de querer
2. rodé tan fiero,el desquite con tu triunfo ha de tener
3. mi decepción,
4. pues no falla parejero,
5. tu mirada inteligente
6. ni tu pinta de ligero
7. ni la mancha de tu frente
8. que es tu sello de campeón.

- III

1. Vos me has dado mi más caras emociones,
2. mi noble pingo alazán tostao.
3. Heredero de una raza de campeones
4. !Tostao! Muerto antes que derrotao.
5. Es en vano pretender lealtad en la mujer, tan falso es su corazón.
6. Pero en vos puedo cifrar mis ilusiones
7. pués se que nunca me harás traición.